# Discoptila fragosoi
Discoptila fragosoi är en insektsart som först beskrevs av Bolívar, I. 1885.  Discoptila fragosoi ingår i släktet Discoptila och familjen syrsor. Inga underarter finns listade i Catalogue of Life.